# Музей пивоваріння (Львів)
«Львіварня» — єдиний музейно-культурний комплекс пивної історії в Україні. Логіка експозиції і текстів екскурсії проста: тут зібрано все цікаве, що стосується Львова і пива. Частина експонатів ігрові та інтерактивні: жива гравюра, театр тіней, 3D-голограма. Формат поєднав у собі ознаки сучасного музею та культурного простору, готового підлаштовуватися під проведення виставок, конференцій, показів мод тощо. 

## Історія створення
14 жовтня 2005 року, на честь святкування  290-ї річниці Львівської пивоварні, працівники сформували першу експозицію музею історії пивоваріння. Він розташувався у напівпідвальних приміщеннях заводу загальною площею 600 квадратних метрів. В експозиції представили макети і справжні знаряддя праці броварників минулого й сьогодення, колекції пивних бочок і пляшок, зразки реклами тощо.
З 2013 року музей було зачинено на реставрацію.

### Відкриття оновленої «Львіварні»
Після реконструкції це вже сучасний музейно-культурний комплекс «Львіварня», над яким працювали історики, дизайнери та експерти пивоваріння. Це і музей, що розповідає про історію та роль пива у розвитку міста, і артпростір, що культивує українське мистецтво, і чудова туристична пам'ятка, цікава своїм незвичним інтер'єром та дизайном.
Офіційне відкриття відбулося 3 червня 2017 року.

## Музей пивоваріння
Загальна площа музею становить 2 000 кв. м. Одночасно на території може перебувати до 500 людей. Артзона розрахована на 300 відвідувачів, конференц-зали — на 100 та 50 осіб відповідно, музей — на 50 екскурсантів.
Колекція музею налічує більше 200 експонатів, найстаріший з них — оригінал диплому пивовара 1796 року. На другому поверсі гості експозиції можуть зануритись у процес пивоваріння й створити власний сорт пива. Зазирнувши під кришку одного чана, можна побачити процес виробництва пива, у другому, під збільшенням мікроскопу, — побачити з чого воно складається. На третьому поверсі музею розташувався потужний культурний комплекс з артцентром для виставок і концертів і бізнес-центром для конференцій і форумів. Завершення мандрівки відбувається за дегустаційним сетом продукції пивоварні.
Над створенням дерева, яке є центральним елементом дизайну «Львіварні» працювала команда українських дизайнерів. Загалом реалізація проекту тривала близько 3 років: з 2013 року до жовтня 2016 року.

## Час роботи
Музейно-культурний комплекс працює щодня з 10:00 до 19:00. Вхід до «Львіварні» коштує 120 грн., для студентів 100 грн. для дітей, підлітків та громадян пільгової категорії — 90 грн.[уточнити]

## Світлини

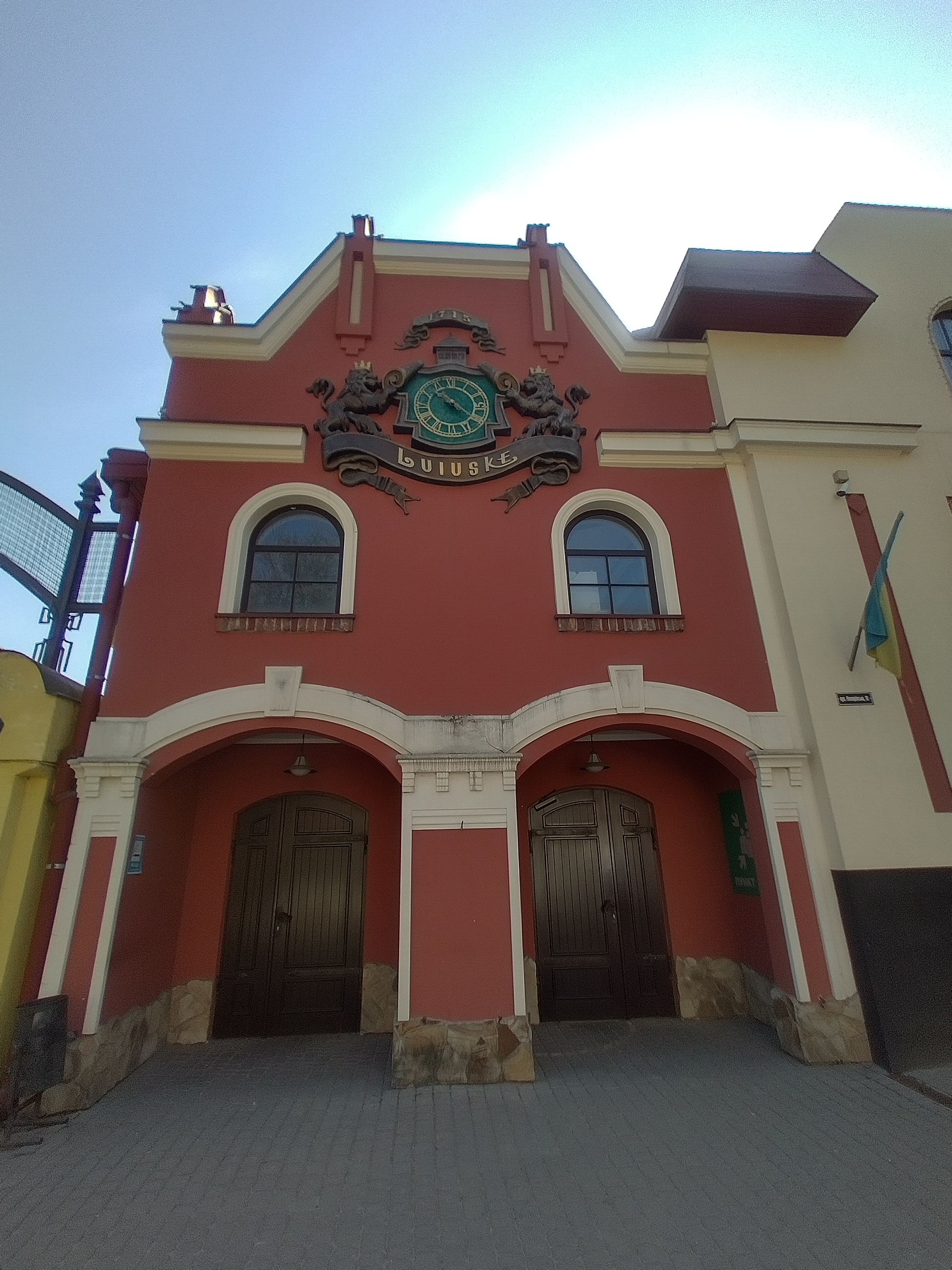
Центральний фасад музею
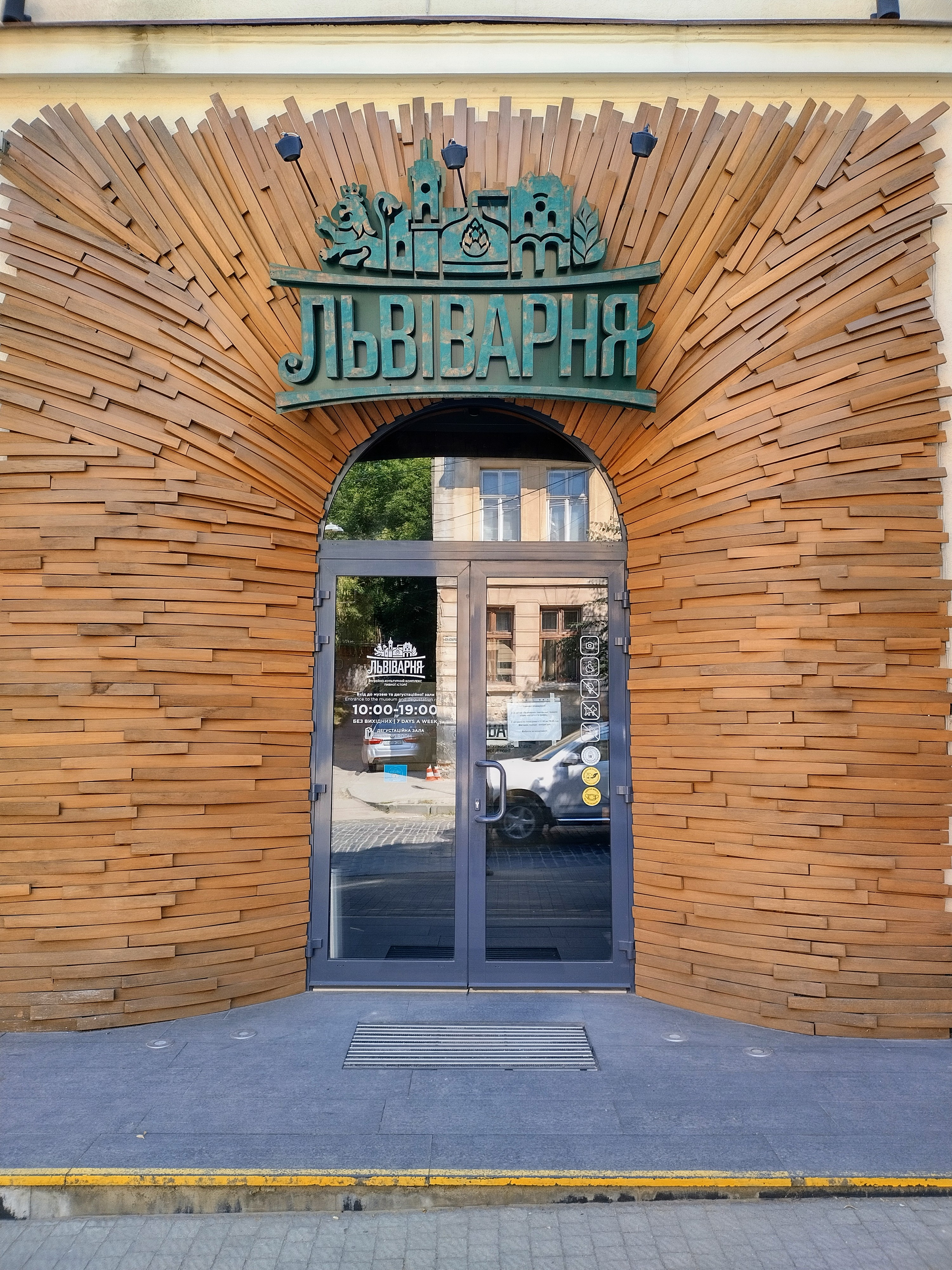
Вхід до Львіварні
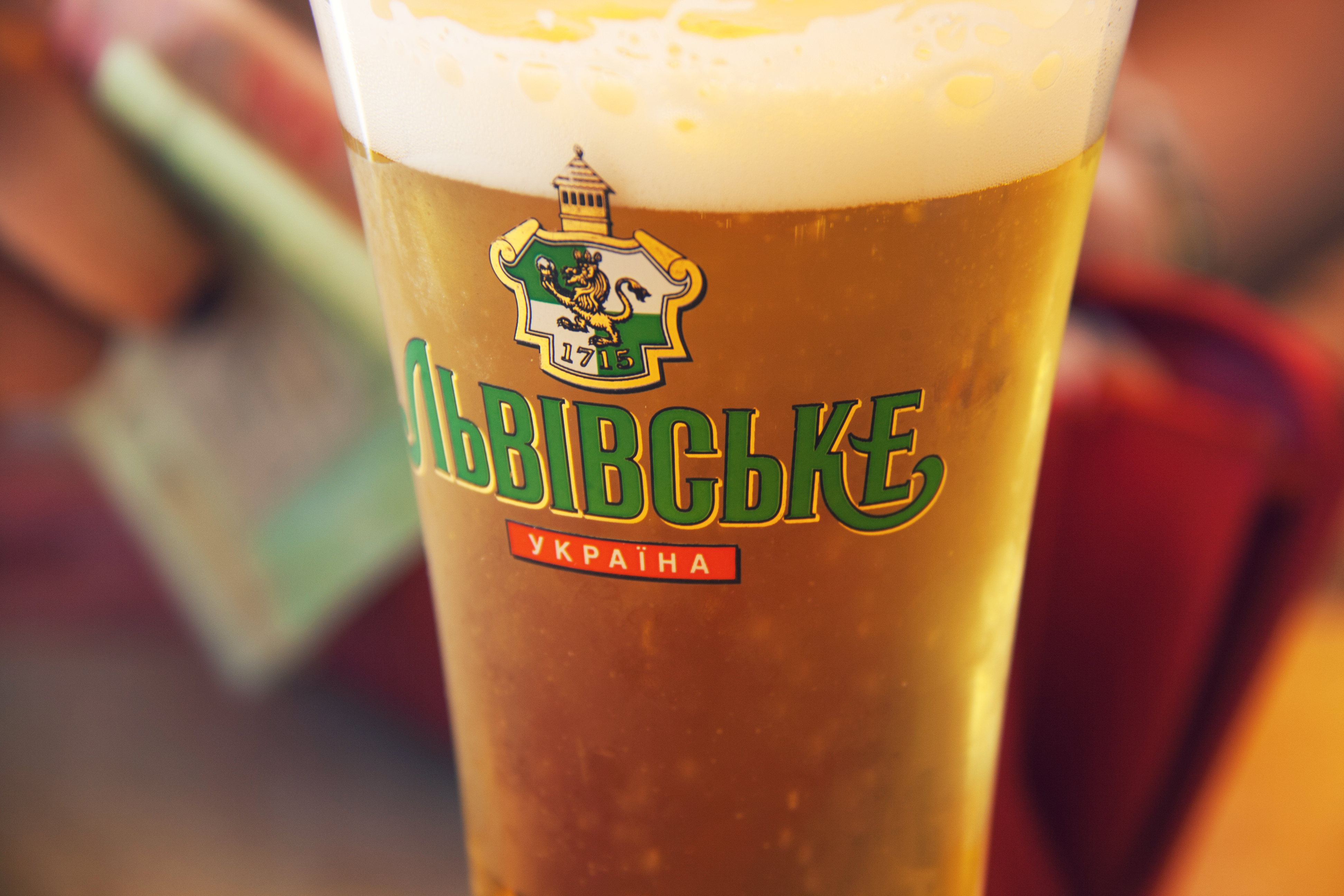
Пиво "Львівське"